# Saropogon notatus
Saropogon notatus là một loài ruồi trong họ Asilidae. Saropogon notatus được Loew miêu tả năm 1869. Loài này phân bố ở vùng Cổ Bắc giới.